# Flurbereinigungsbeschluss
Mit dem Flurbereinigungsbeschluss ordnet die obere Flurbereinigungsbehörde ein Flurbereinigungsverfahren an. Er ist ein Verwaltungsakt gegenüber den Beteiligten des Verfahrens.

## Voraussetzungen
Die voraussichtlich beteiligten Grundstückseigentümer sind über das geplante Flurbereinigungsverfahren einschließlich der voraussichtlich entstehenden Kosten aufzuklären. Das objektive Interesse der Beteiligten muss gegeben sein. Die Flurbereinigung muss im wirtschaftlichen Interesse der Teilnehmer liegen (Privatnützigkeit der Flurbereinigung).
Die Anordnung erfolgt nach pflichtgemäßem Ermessen von Amts wegen.
Die Träger öffentlicher Belange (TöB) haben ein Anhörungsrecht und sollen über das Verfahren im Vorfeld informiert werden.

## Inhalt
Im Flurbereinigungsbeschluss muss die räumliche Abgrenzung deutlich werden. Entweder durch eine Aufzählung von Flurstücksnummern oder Flurstücksgruppen (Gemarkung, Flur usw.) oder durch eine eindeutige Darstellung in einer Karte. Es können nur ganze Flurstücke ins Verfahren einbezogen werden. Im entscheidenden Teil des Flurbereinigungsbeschlusses ist Name und Sitz der Teilnehmergemeinschaft festzusetzen. Weiterhin kann die Aufforderung zur Anmeldung unbekannter Rechte und die Bestimmungen über Nutzungsänderungen aufgenommen werden. Der Flurbereinigungsbeschluss ist zu begründen und mit einer Rechtsbehelfsbelehrung zu versehen.

## Bekanntmachung
Der entscheidende Teil des Beschlusses ist öffentlich bekanntzumachen. Der Beschluss mit Begründung ist in den Gemeinden, in denen beteiligte Grundstücke liegen, und, soweit erforderlich, in den angrenzenden Gemeinden zwei Wochen lang nach Bekanntmachung zur Einsichtnahme für die Beteiligten auszulegen.

## Änderung des Verfahrensgebietes
Geringfügige Änderungen kann die Flurbereinigungsbehörde anordnen. Die Anordnung muss nicht öffentlich bekannt gemacht werden, es genügt eine Mitteilung an die betroffenen Grundstückseigentümer. Bei erheblichen Änderungen müssen die förmlichen Verfahrensschritte wie beim Flurbereinigungsbeschluss durchgeführt werden.